# Талли (фильм)
«Та́лли» (англ. Tully) — американский трагикомедийный фильм режиссёра Джейсона Райтмана, снятый по сценарию Диабло Коди. В главных ролях: Шарлиз Терон и Маккензи Дэвис. Премьера фильма в США состоялась 20 апреля 2018 года, в России — 12 июля 2018 года.

## Синопсис
Фильм рассказывает о многодетной матери Марло, страдающей хронической усталостью и послеродовой депрессией, и её взаимоотношениях с ночной няней для младшей дочери — 26-летней Талли.

## В ролях
- Шарлиз Терон — Марло Моро, мать троих детей[1]
- Маккензи Дэвис — Талли, няня на ночь[7]
- Рон Ливингстон — Дрю Моро, муж Марло[8]
- Эшер Майлз Фаллика — Джона Моро, сын Марло и Дрю
- Лия Франклэнд — Сара Моро, дочь Марло и Дрю
- Марк Дюпласс — Крэйг, брат Марло[9]
- Илэйн Тан — Элиз, жена Крэйга

## Съёмки
22 сентября 2016 года съёмки фильма проходили в Ванкувере, Британская Колумбия.

## Критика
На сайте Rotten Tomatoes у фильма 87 % положительных рецензий на основе 287 отзывов со средней оценкой 7,6 из 10. На сайте Metacritic — 75 баллов из 100 на основе 52 рецензий.